# Phyllocnistis hapalodes
Phyllocnistis hapalodes là một loài bướm đêm thuộc họ Gracillariidae. Nó được tìm thấy ở Western Úc.